# Pacto de não agressão germano-turco

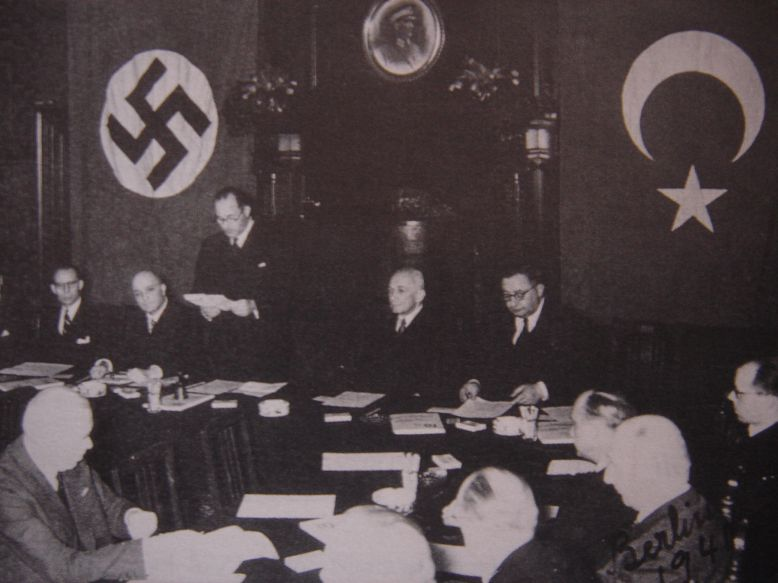
Assinatura do pacto de amizade turco-alemão de 18 de junho de 1941, em Ancara.

O pacto de não agressão germano-turco (em alemão:  Türkisch-Deutscher Freundschaftsvertrag) (em turco:  Türk-Alman Saldırmazlık Paktı) foi assinado entre a Alemanha nazista e a Turquia em 18 de junho de 1941 em Ancara pelo embaixador alemão para a Turquia Franz von Papen e pelo ministro das Relações Exteriores turco Şükrü Saracoğlu. Entrou em vigor no mesmo dia.
O pacto, que tinha a intenção de vigorar por um período de 10 anos, durou apenas até 24 de outubro de 1945, quando a Turquia se juntou à Organização das Nações Unidas. 

## Contexto geopolítico
Após a eclosão da Segunda Guerra Mundial, em 1939, o presidente turco İsmet İnönü seguiu uma política de neutralidade, tentado evitar o envolvimento na guerra, e solicitava   fornecimentos de equipamentos militares de ambos os lados.  Por outro lado, a Alemanha nazista tentava manter a Turquia afastada da Grã-Bretanha com esforços diplomáticos. 
Como a Alemanha disposta a invadir a Iugoslávia e a Grécia em abril de 1941, as tropas alemãs chegaram à fronteira da Bulgária, e pediram permissão para passar pelo seu território. Em 1 de março de 1941, a Bulgária assinou o Pacto Tripartite, e por isso juntou-se oficialmente as potências do Eixo.[carece de fontes?]
Em 4 de março de 1941, Franz von Papen despachou uma carta de Adolf Hitler para İnönü. Em sua carta, Hitler escreveu que "não começou a guerra, e não tinha a intenção de atacar a Turquia". Enfatizou ainda que "ordenou às suas tropas na Bulgária para permanecerem longe da fronteira turca, a fim de não fazer uma falsa impressão de sua presença". Hitler ofereceu um pacto de não agressão para a Turquia. 
Um golpe militar lançado em 1 de abril de 1941 por Rashid Ali Al-Gaylani derrubou o regime no Iraque, que era simpático à Grã-Bretanha. Os quatro generais revoltados trabalharam em estreita colaboração com a inteligência alemã, e aceitaram assistência militar da Alemanha. Hitler pediu a Turquia permissão para passar pelo território turco, para dar assistência militar no Iraque. O governo turco exigiu concessões nas fronteiras do Iraque, em resposta ao pedido alemão. Como se realizaram as negociações, as forças britânicas atacaram o Iraque a partir de 18 de abril, e, finalmente, em 3 de junho, a Grã-Bretanha reestabeleceu o regime do Emir Abedalá, regente do rei Faiçal II, de quatro anos de idade. O problema foi resolvido com este desenvolvimento.[carece de fontes?]
Em 6 de abril, as tropas do Eixo atacaram a Iugoslávia (na Operação 25) e a Grécia (na Operação Marita) através da Bulgária, em um esforço para proteger seu flanco sul. A invasão da Iugoslávia foi realizada em 17 de abril. Com isso, a anexação e ocupação da região dos Bálcãs pelas potências do Eixo foi concluída. 
Em 22 de junho de 1941, apenas quatro dias após a assinatura do pacto de não agressão germano-turco, as tropas alemãs invadiram a União Soviética na Operação Barbarossa.